# داد الله (طالبان باكستان)
جمال سعيد (1965 - 24 أغسطس 2012)  المعروف بـ الملا داد الله، أو مولانا محمد جمال، كان من كبار أعضاء طالبان باكستان. وزعيم فرع الحركة في مديرية باجور الشمالية في باكستان. قُتل في غارة جوية شنته حلف شمال الأطلسي في مديرية شيجال وا شيلتان بولاية كنر المجاورة لأفغانستان في 24 أغسطس 2012. كما قتل نائبه وعشرة من مقاتلي طالبان في الغارة.
كان داد الله إمام مسجد في شبابه، أفادت أسوشيتد برس أنه فرار زعيم فرع طالبان باكستان السابق مولوي فقير محمد إلى أفغانستان لتجنب عمليات الجيش الباكستاني، وخلفه مولانا أبو بكر.